# NGC 6605
NGC 6605 este o galaxie situată în constelația Șarpele. A fost descoperită în 31 iulie 1826 de către John Herschel.